# Il Sabatino

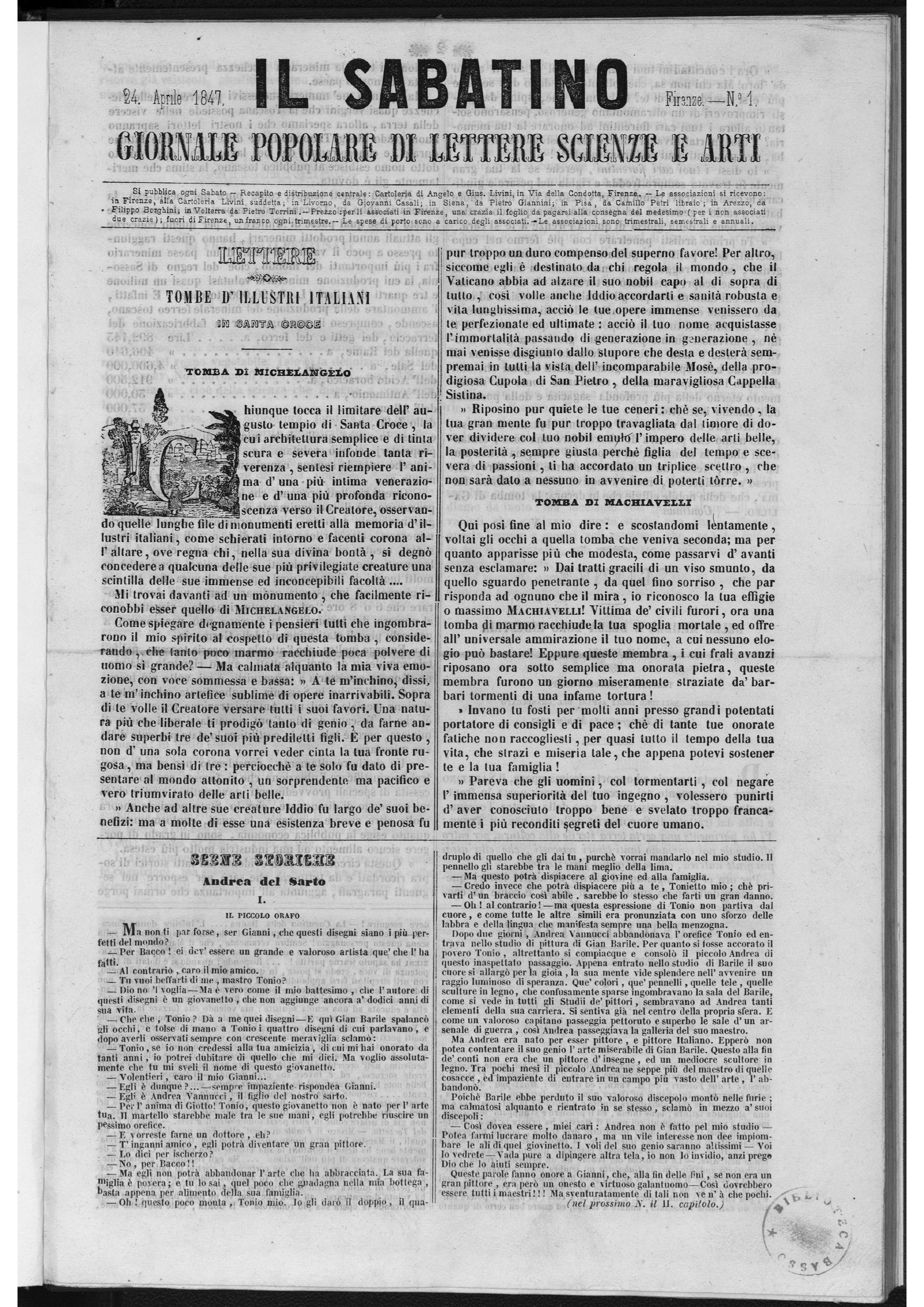
Prima pagina del primo numero 24 aprile 1847

Il Sabatino, foglio popolare di lettere, scienze ed arti fu un periodico pubblicato a Firenze negli anni 1847-1849. Di ispirazione genericamente democratica si chiamava "Sabatino" perché usciva il sabato. Fondato da Francesco Costantino Marmocchi, che in seguito sarà segretario del Guerrazzi, e diretto da Francesco Piros, proprietario del giornale. Vi collaborarono Francesco Pertusati, Enrico Castreca Brunetti, Regaldi, Giuseppe Campagna; Enrico Montazio vi scrisse di critica teatrale sotto lo pseudonimo di Flores. Dopo la legge sulla libertà di stampa del 6 maggio 1847 si chiamò Il Popolano e fu diretto da Enrico Montazio.